# Lotten Dahlgren
Eva Charlotta Carolina Dahlgren (Estocolmo, 23 de abril de 1851 – Djursholm, 14 de janeiro de 1934) foi uma escritora, jornalista, editora de jornal, feminista e sufragista sueca. De 1891 a 1907, ela atuou como editora do periódico Dagny, um dos principais porta-vozes do movimento das mulheres suecas. Ela também foi membro da Associação Fredrika Bremer, a mais antiga organização de direitos das mulheres do país. Ela foi premiada com a medalha real sueca Litteris et Artibus por suas contribuições à literatura e a história.

## Primeiros anos
Lotten Dahlgren nasceu em 23 de abril de 1851 em Estocolmo, na Suécia. Seu pai, Fredrik August Dahlgren, era funcionário público e teve uma carreira de sucesso como autor. Entre suas obras estava Värmlänningarne, uma comédia que foi apresentada pela primeira vez em 1846. Na década de 1870, tornou-se conhecido por sua poesia em dialeto sueco e, em 1971, foi introduzido na Academia Sueca. A mãe de Dahlgren, Ulrica "Ulla" von Heland, era sobrinha do escritor, historiador e poeta Erik Gustaf Geijer. Nascido em uma família abastada, Dahlgren desenvolveu um interesse pela escrita. Ela frequentou uma escola particular em Estocolmo e, mais tarde, realizou estudos de idiomas no exterior. Depois de concluir a educação, ela trabalhou como professora por alguns anos.

## Carreira
A carreira de escritora de Dahlgren começou no final da década de 1880. Ela trabalhou como editora do jornal Aftonbladet. Em 1887, tornou-se membro do conselho da Fredrika Bremer Association (abreviado do inglês: FBF), a mais antiga organização de direitos das mulheres na Suécia. Em 1891, ela se tornou editora do jornal da associação, Dagny – uma revista com foco nos direitos das mulheres, papéis de gênero e feminismo na Suécia, e permaneceu em seu conselho até 1907. Durante este tempo, ela escreveu vários artigos sobre temas literários, bem como sobre o espectro político feminino. Sob os auspícios da FBF, ela deu palestras sobre mulheres da classe trabalhadora e escreveu poesias satíricas e farsas. Em apoio ao movimento de sufrágio feminino na época, ela atuou como representante da FBF no comitê de sufrágio. De 1901 a 1906, foi secretária da sociedade Nya Idun.
Como autora, Dahlgren publicou vários relatos de sua história familiar. Entre eles, a obra Ransäter. Värmländska släktminnen från adertonhundratalets förra hälft upptecknade, publicado em 1905, foi um grande avanço em sua carreira literária. Ele provou ser tão popular que ela teve que se demitir do conselho editorial Dagny para se concentrar em sua escrita. Ela cimentou ainda mais sua reputação como autora quando lançou Ur Ransäters familjearkiv. Dagboks- och brefutdrag sammanförda, dois anos depois. De 1905 a 1916, Dahlgren continuou escrevendo sobre histórias pessoais. Ela lançou sete volumes de cartas e documentos de sua família de sua cidade natal Värmland. Como admiradora da reformista feminista, Fredrika Bremer (1801–1865), os trabalhos de Dahlgren se concentraram em apresentar a história cultural de sua cidade natal, Värmland, e escrever relatos sobre as mulheres.

## Últimos anos de vida
Na década de 1920, Dahlgren escreveu memórias que foram publicadas pela Wahlström & Widstrand. Em 1921, Dahlgren foi homenageada com a medalha real sueca Litteris et Artibus por seus serviços à literatura e à história. Ela lançou seu último livro Frances von Koch alguns meses antes de sua morte.
Dahlgren morreu em Djursholm, em 14 de janeiro de 1934.